# PRB (2010)
Pour les articles homonymes, voir PRB et PRB (IMOCA).
PRB, cinquième du nom, est un voilier monocoque de course au large adhérant à la classe 60 pieds IMOCA. Il est le cinquième du nom de la série des IMOCA PRB. À son bord, son skipper Vincent Riou a notamment remporté les Transats Jacques-Vabre 2013, en double avec Jean Le Cam, et 2015, en double avec Sébastien Col.
De 2019 à son naufrage, le bateau est skippé par Kevin Escoffier. Il coule après avoir été brisé en deux à plus de 600 NM au sud-ouest du cap de Bonne-Espérance le 30 novembre 2020, lors du Vendée Globe 2020-2021.

## Caractéristiques et développement

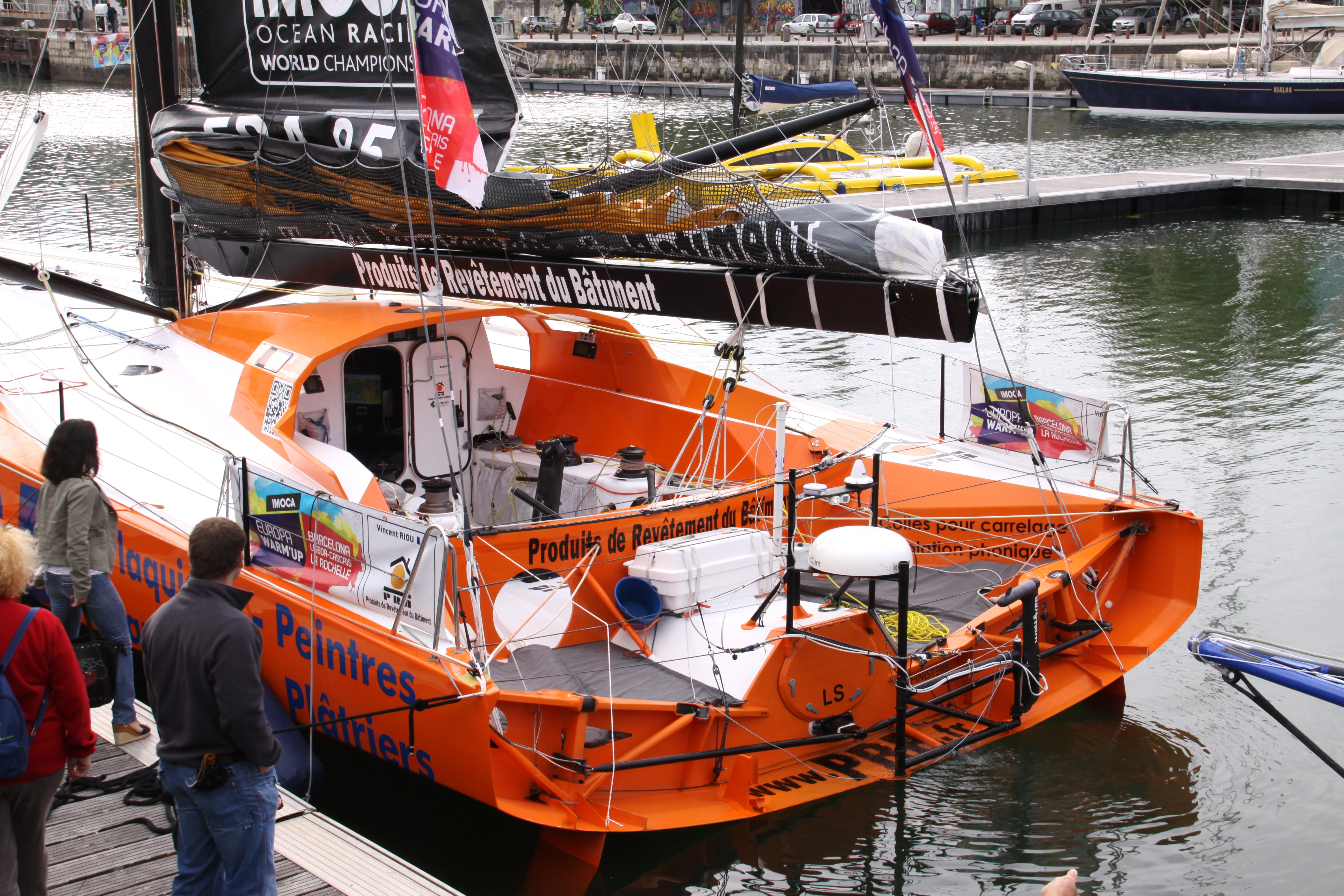
Le cockpit compact de PRB.

La décision de construire un nouveau bateau a été annoncée le 10 juillet 2009. Vincent Riou fait appel aux architectes : Vincent Loriot-Prévost du cabinet VPLP et Guillaume Verdier « parce que Safran [le premier 60 pieds Verdier / VPLP] était le bateau qu'[il] préférait dans la flotte existante ». La coque est de fait réalisée dans le moule de Safran, au chantier naval de Larros de Thierry Eluère, dans le bassin d'Arcachon. Le pont, le gréement et l'assemblage final sont assurés par CDK Technologies à Port-la-Forêt, la quille par AMPM, en Vendée, et la structure interne par Refraschini, en Italie.
Comme Safran, la priorité est mise sur la légèreté, avec des bouchains marqués et du volume sur l'étrave, pour gagner en puissance,. Les différences avec le bateau de Marc Guillemot se situent au niveau de la quille (en acier mécano-soudé plutôt qu'en carbone), du gréement (mât-aile et outriggers) et du plan de pont, conçu selon les choix de Vincent Riou. Le cockpit, conçu pour le solitaire, est bien abrité par une casquette et est très compact car il est « plus facile de couvrir un espace restreint », selon Vincent Riou. Le piano est divisé en deux parties, une de chaque côté de la porte centrale, et alimentent quatre petits winchs. Le nouveau PRB est ainsi plus étroit, plus léger et moins toilé et donc plus facile à manœuvrer par un solitaire, que les plans de Bruce Farr, l'architecte naval en vogue dans les années 2000.
Sa construction, pour un montant de 2,4 millions d'euros, débute en août 2009. Le 7 octobre, la coque est livrée à Port-la-Forêt pour la poursuite de la construction ; la fermeture du pont intervenant à la fin du mois de novembre.  La mise à l'eau et le test de redressement à 180° ont lieu le 11 mars 2010. Il s'agit du premier IMOCA mis à l'eau en vue du Vendée Globe 2012-2013.

## Historique

### Mise à l'eau, objectif Vendée Globe 2012
Après sa mise à l'eau le 11 mars 2010, PRB est optimisé par Vincent Riou pour la Route du Rhum. Après une deuxième place derrière Safran dans le Tour d'Espagne à la voile, Vincent Riou se déclare satisfait de son nouveau bateau, qui « correspond bien à ce qu'[il] en attendait ». 
En 2011, PRB remporte l'Artemis Challenge, la Fastnet Race, en double avec Jean Le Cam, ainsi que le Défi Azimut. Vincent Riou est l'un des favoris de la Transat Jacques-Vabre 2011, qu'il court avec Hugues Destremau. Après avoir constaté le bris de la cloison étanche de la soute à voile, Vincent Riou annonce l'abandon de PRB le 8 novembre. Après la réparation de la cloison, le skipper vendéen rejoint Saint-Barthélemy pour prendre le départ de la Transat B to B, la transat « retour » de la Jacques-Vabre, dont il prend la troisième place

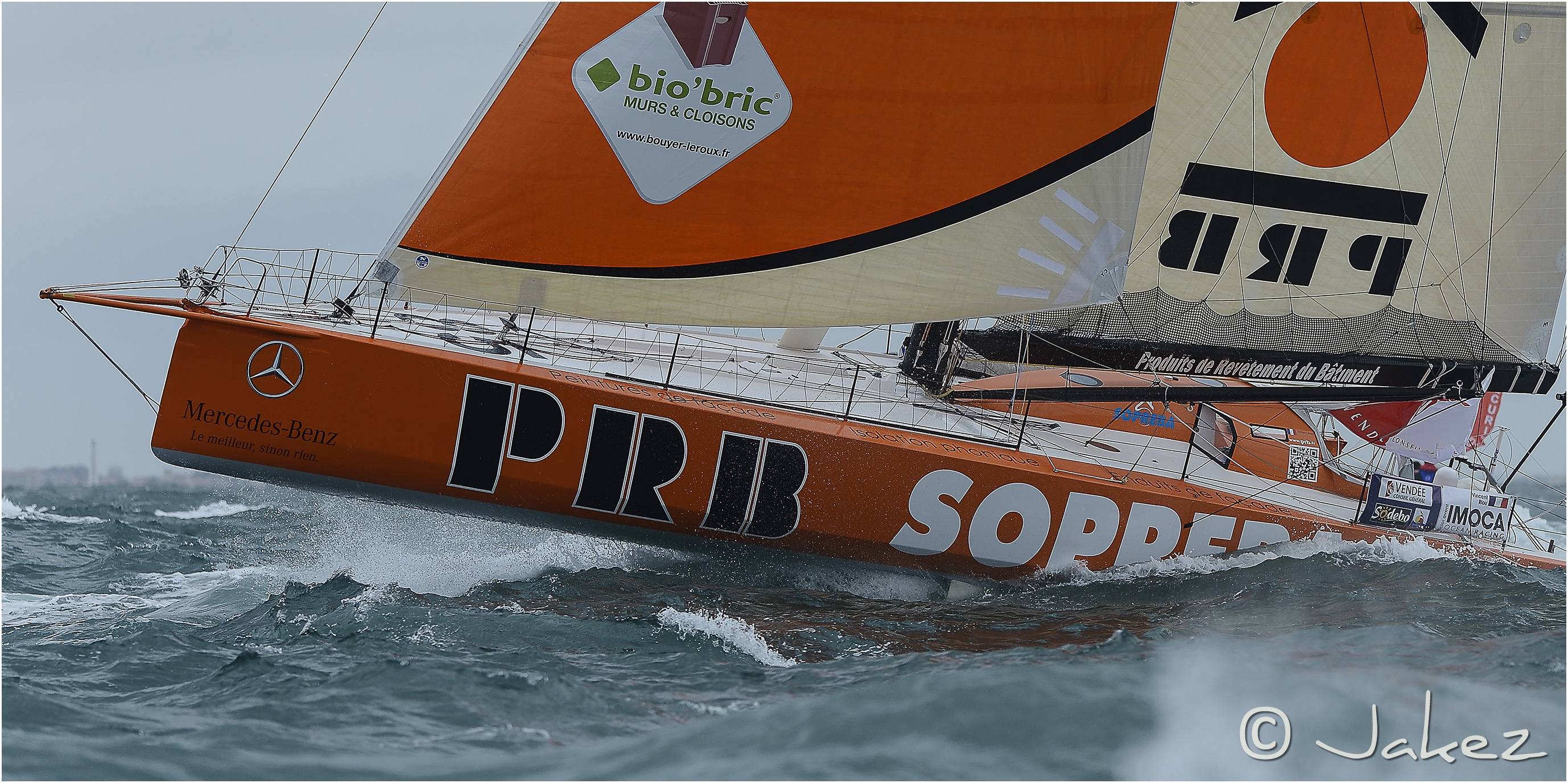
PRB au départ du Vendée Globe 2012-2013.

L'année 2012 est consacrée à la préparation du Vendée Globe 2012-2013, dont Vincent Riou est le seul ancien vainqueur à prendre le départ. Il remporte en juin l'Europa Warm'Up, course en équipage avec escale entre Barcelone et La Rochelle. À la barre d'un bateau parfaitement optimisé, Vincent Riou est l'un des favoris du Vendée Globe. Le matin du 24 novembre 2012, alors qu'il était troisième, PRB heurte une bouée métallique : sa coque est déchirée sur 1,30 m à tribord et son tirant d'outrigger est gravement endommagé. Vincent Riou effectue une réparation de fortune de la coque mais capitule face au tirant en carbone : il abandonne le lendemain, après deux semaines de course. Après avoir relâché à Salvador de Bahia, le bateau est convoyé par l'équipe technique de PRB jusqu'à Port-la-Forêt où il arrive le 20 décembre.

### Chantier 2013: reprise en profondeur après l'accident de 2012
PRB entre en chantier chez CDK en janvier 2013. Les réparations provisoires sont retirées et remplacées par une reprise en profondeur du bordée tribord. Rapidement remis en état de naviguer, le bateau reste cependant plusieurs mois au hangar, le temps que la société PRB décide de prolonger son implication dans le projet. En août, Vincent Riou annonce sa participation à la Transat Jacques-Vabre 2013, emmenant Jean Le Cam à bord de PRB et termine à la troisième place de l'Artemis Challenge puis à la cinquième de la Fastnet Race. Au cours du mois de septembre, plusieurs séances d'entraînement sont organisées au pôle course au large de Port-la-Forêt, avec Macif, Maître Coq, Safran et Cheminées Poujoulat.
Malgré une escale d'une heure au Cap-Vert pour changer un safran, Vincent Riou et Jean Le Cam remportent la Transat Jacques-Vabre,.

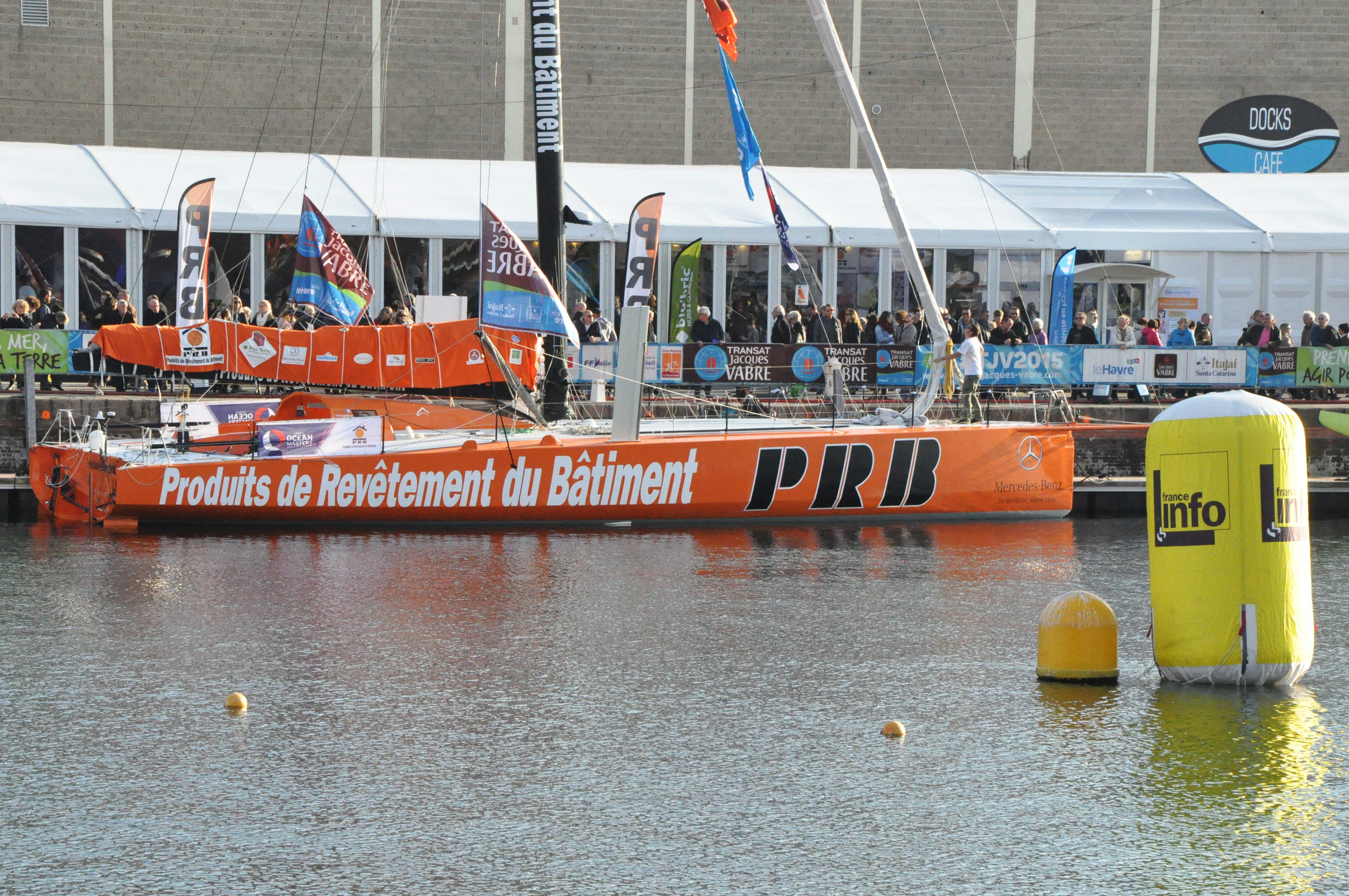
PRB au Havre en 2015

### Chantier 2014: refonte pour la jauge 2014
Au printemps 2014, PRB est mis au chantier pour une importante refonte avant la Route du Rhum. Dans le but de respecter la jauge 2014 de la classe IMOCA, le placement et la répartition des ballasts sont entièrement revus et la quille a été changée. Les dérives courbes, dont Vincent Riou était mécontent, sont remplacés par des dérives droites inspirées de celles de Macif, ; les safrans ont également été changés. Vincent Riou prend le départ mais est contraint à l'abandon au troisième jour, après que la structure de PRB a été endommagée par les conditions de mer depuis le départ.

### Chantier 2015: sur sa lancée victorieuse, PRB continue sans foils
Après de nombreux essais, Vincent Riou invoque le manque de maturité des foils et le gain de performance global insuffisant pour poursuivre sans foils. La saison lui donnera raison, puisqu'entre les problèmes de fiabilité, et les courses avec un mix de condition météo peu favorable aux nouveaux foilers, PRB continue sur sa lancée victorieuse.
Dans un contexte marqué par l'arrivée des foils sur le bateau de la nouvelle génération, tous signés Verdier / VPLP, PRB et ses dérives droites réalisent une saison 2015 pleine en remportant successivement l'Artemis Challenge, la Fastnet Race et le Défi Azimut avant de prendre le départ de la Transat Jacques-Vabre 2015, que Vincent Riou court en double avec Sébastien Col. Constamment optimisé, le bateau de Vincent Riou est plus léger que ses petits frères et est donc plus performant dans le petit temps,,. Constamment dans le groupe de tête, PRB prend définitivement la tête dans le pot au noir et remporte le doublé dans la Transat Jacques-Vabre.
Lors du Vendée Globe 2016-2017, Vincent Riou est le seul ancien vainqueur à repartir. Il s'agit de sa quatrième participation. PRB fait belle figure jusqu'aux Canaries, où il prend la tête de la course quelque temps. Le début de la descente de l'Atlantique sud offre des conditions météo favorables aux foilers et les bateaux à dérives droites sont à la peine. Puis la mer devient formée, ce qui retire de leur efficacité aux foils. Riou peut à nouveau rivaliser avec les foilers et l'écart avec Thomson se stabilise. À la suite d'une collision avec un OFNI, Riou doit abandonner la course le 22 novembre 2016.

### Chantier 2018: l'heure des foils pour PRB
Avec un calendrier serré, PRB et V. Riou programment une sortie de chantier en juillet 2018 (moins de 4 mois avant la Route du Rhum 2018), le temps d'adapter finalement des foils au bateau dessiné en 2009. Avec la maturation de cette technologie, le bateau est devenu un bon candidat pour recevoir des foils. Avec Charal (Imoca de Jérémie Beyou), PRB est le premier à concevoir des foils autour de la règle qui a été votée par l’Imoca pour le Vendée Globe 2020-2021.
Selon V. Riou, le degré de liberté supplémentaire que représente la possibilité de régler l’incidence des foils en navigation change toute la problématique. La modification majeure de la règle IMOCA fait que le foil est devenu incontournable pour faire un bateau performant. Il fallait du temps pour faire les bons foils optimisés pour la nouvelle jauge. V. Riou choisi des foils faits pour plus de polyvalence que les foils qui ont été dessinés pour la génération du Vendée Globe 2016-2017. Les chocs du bateau dans la mer sont plus nombreux et plus saccadés mais sont bien moins violents qu’avant. Le foil joue un peu un rôle d’amortisseur mais il permet aussi des vitesses plus importantes donc on découvre de nouveaux comportements. V. Riou développe un système de prévention et espère pour le Vendée Globe 2020-2021 être capable d’offrir à l’ensemble de la flotte des moyens de limiter le risque de collision avec des OFNI.
En novembre 2018, V. Riou prend la tête de la Route du Rhum 2018 pendant les premières heures de la course, montrant l'efficacité de ses nouveaux foils devant les favoris Charal de J. Beyou et Hugo Boss d'A. Thomson.
En 2019, Kevin Escoffier succède à Vincent Riou à la barre de PRB.

### Vendée Globe 2020
Kevin Escoffier fait un début prometteur sur ce Vendée globe, toujours au contact des premiers, quatrième au passage de l'Équateur et troisième aux abords du cap de Bonne-Espérance. Il subit dès le 4e jour de course des avaries avec ses girouettes, causant des problèmes récurrents. Ainsi le 19e jour de course, il raconte que sa centrale inertielle indique à sa centrale de navigation une vitesse de 80 nœuds. Avec une vitesse fausse, le pilote a lofé en grand jusqu’à aller au virement sous grand gennak, J3, avec le deuxième safran relevé… En attendant de trouver la panne, c'est un GPS de secours qui alimentera la centrale de navigation. Il n'y avait que 15 nœuds de vent, Kevin Escoffier s'en tire avec un coup de frayeur et un peu de temps perdu, mais il déclare qu'il « ne faudrait pas que ça se reproduise dans les conditions plus sportives du Grand Sud ».

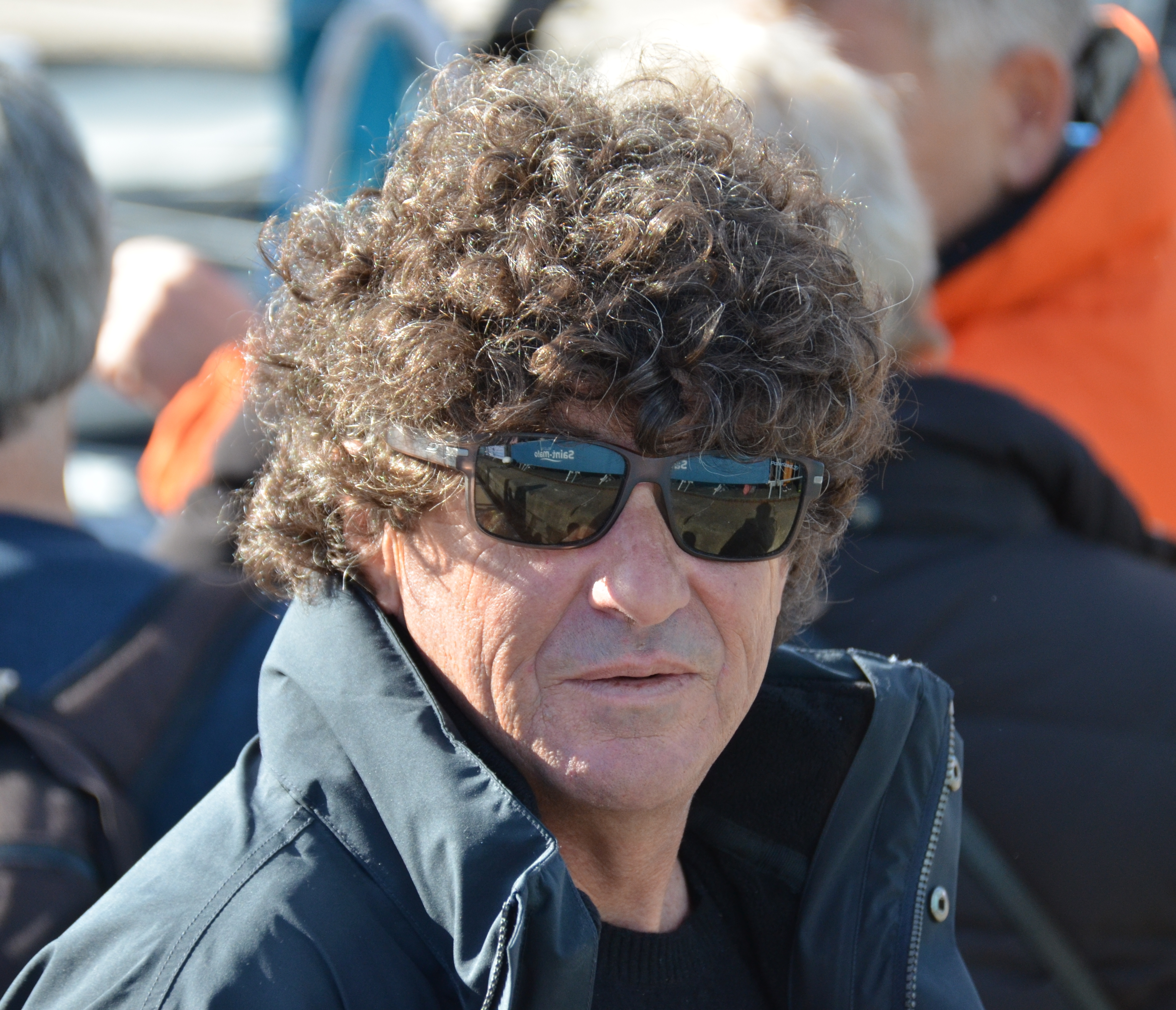
Jean Le Cam lors de la Route du Rhum 2018.

#### Naufrage
Le 30 novembre, 22e jour de course, Kevin Escoffier sur PRB, alors en 3e position, déclenche sa balise de détresse à 14 h 46 (CET). Jean Le Cam, concurrent le plus proche a été dérouté pour se rapprocher de la dernière position connue du bateau au moment du déclenchement de la balise (40° 55′ S, 9° 18′ E), soit à 605NM dans le Sud-Ouest de la ville de Cape Town. Jean Le Cam est arrivé sur zone à 17 heures. Il a aperçu le radeau de survie de PRB, puis son skipper à l'intérieur. Le temps de manœuvrer pour revenir sur le radeau de survie, handicapé par des creux de plus de 5 m et la nuit tombante, Jean le Cam a perdu le contact visuel et n’a pas retrouvé le signal de l’AIS dont la portée est réduite en raison de la mer formée. La direction de course a demandé ensuite à Yannick Bestaven et à Boris Herrmann puis à Sébastien Simon de se diriger vers le radeau de survie, organisant un quadrillage de la zone suivant une procédure concertée entre les quatre skippers portant secours (voilure réduite, déplombage du moteur) .
Kevin Escoffier relate son naufrage : après un surf à 27 nœuds, PRB subit un choc violent avec une vague : « Le bateau s’est replié sur lui-même. J’ai entendu un crac mais, honnêtement, il n’y avait pas besoin du bruit pour comprendre. J’ai regardé l’étrave, elle était à 90°. En quelques secondes, il y avait de l’eau partout. L’arrière du bateau était sous l’eau et l’étrave pointait vers le ciel. Le bateau s’est cassé en deux en avant de la cloison de mât. Il s’est comme replié. Je vous assure, je n’exagère rien… il y avait un angle de 90° entre l’arrière et l’avant du bateau ». « Je n’ai rien eu le temps de faire. J’ai juste pu envoyer un message à mon équipe « Je coule. Ce n’est pas une blague. MAYDAY ». Entre le moment où j’étais sur le pont en train de régler les voiles et le moment où je me suis retrouvé en combinaison de survie, il s’est passé même pas deux minutes. Ça a été d’une rapidité extrême ».
Un 60 pieds IMOCA possède normalement des réserves de flottabilité le rendant insubmersible, et Kevin Escoffier considérait à ce moment encore qu'il était plus judicieux de rester sur son bateau. Mais il se trouve à ce moment-là sur la partie arrière du bateau, solidaire du lest de quille et privé des réserves de flottabilité de la partie avant. Le bateau coule tellement vite qu'il n'a pas le temps d'attraper son sac de survie, il parvient à envoyer son message de détresse quelques secondes avant de voir l'électronique fumer sous les courts circuits puis être noyée par l'eau qui envahit son bateau. Une déferlante l'arrache de son bateau en train de couler sous ses yeux, il parvient à agripper son radeau de survie et à déclencher son déploiement. L'arrière du bateau a dû couler rapidement, pendant quelques minutes il a encore vu la pointe avant flotter, puis l'a perdue de vue.
Après plusieurs heures de dérive, il est rassuré de voir Jean Le Cam au crépuscule, mais les conditions de mer obligent les deux marins à temporiser pour limiter les risques d'un incident irrémédiable lors du transbordement. Jean Le Cam réduit la voilure, lutte avec son moteur récalcitrant et perd le contact visuel malgré cinq passages de recherche. K. Escoffier se résout à attendre encore de longues heures angoissantes. Il tente de se reposer, de boire et de s'alimenter avec les rations de survie du radeau, pour être dans les meilleurs dispositions avant d'être localisé de nouveau et d'essayer péniblement de monter sur le bateau de son sauveteur.
Alors qu'il guette le lever du jour, il entend une voile claquer, ouvre le zip du taud de protection et « voit Jean qui lui arrive droit dessus ». « C’est une épreuve dans ces conditions de monter à bord d’un IMOCA, d’autant plus quand tu es contraint dans tes mouvements par la combinaison de survie. Sincèrement, heureusement que je suis en forme physique car je vous assure que ce n’est pas simple ». À 2 h 18, heure française, grâce à la nuit qui lui a permis de distinguer l'éclairage de détresse du radeau de survie, puis sous l'éclairage salvateur de la pleine lune et des premières lueurs de l'aube australe, à 600 MN dans le sud-ouest du cap de Bonne-Espérance, et près de 12 h de dérive dans son radeau de survie, Jean Le Cam informe la direction de course qu'il a accueilli Kevin Escoffier, sain et sauf, à bord de son bateau Yes We Cam!.

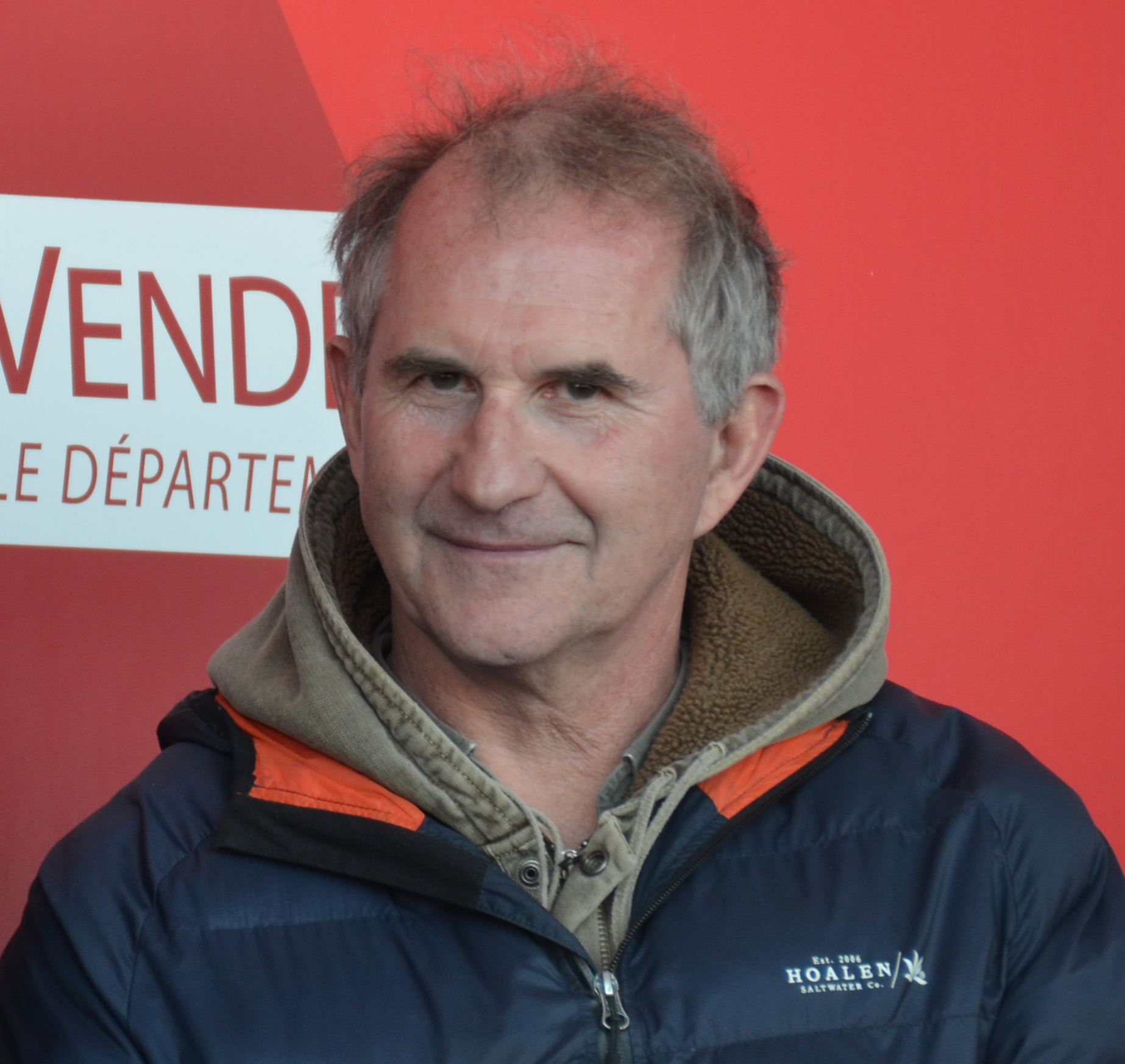
Jacques Caraës, directeur de course du Vendée Globe 2020-2021, coordinateur du sauvetage réussi de Kevin Escoffier

Le directeur de course Jacques Caraës décrit les circonstances et de l'organisation de ce sauvetage, qui commence par un appel de détresse relayé par le CROSS du cap Gris-Nez, référence française du réseau international des Centres de coordination de sauvetage maritime institués par la convention internationale sur la recherche et le sauvetage (SAR), et Centre de coordination et de sauvetage (MRCC, Maritime Rescue Coordination Centres). Avec 3 membres de la direction de course, Jacques Caraës coordonne les efforts de sauvetage. Contactant le MRCC de Cape Town il constate que la meilleure option proposée consiste à dérouter un cargo situé à 20 h de mer de la dernière position connue de PRB, « C'était trop loin, il fallait donc s'organiser entre nous dans ce désert océanique ».  Jacques Caraës parle d'un dénouement heureux et quasi miraculeux, rend hommage au sens marin de Jean Le Cam, remercie des « experts tels que Météo France avec une simulation de dérive » qui a permis au « Roi Jean » de retrouver un radeau de survie en pleine nuit, alors que Kevin Escoffier n'avait réussi à embarquer qu'une Radiobalise de localisation des sinistres EPIRB sur son dos, ainsi qu'une petite balise AIS à courte portée. Les perspectives sont alors d'organiser la récupération de Kevin Escoffier par la frégate de la Marine nationale le Nivôse, qui pourrait croiser une semaine plus tard au nord des Iles Kerguelen.
Le 6 janvier 2009, lors du Vendée Globe, Vincent Riou, alors skipper du précédent PRB, avait sauvé Jean Le Cam au large du cap Horn. Cette fois, c'est le « Roi Jean » qui sauve un camarade. Très ému, il raconte les longues heures angoissantes où il a redouté de ne pas réussir à retrouver le naufragé et de devoir faire deux mois de mer seul avec ce drame pour ramener son bateau, puis la délivrance, le soulagement et l'ironie de l'histoire avec PRB. Jean Le Cam offre à la direction de course et à la famille de Kevin Escoffier les images de leurs visages marqués par la fatigue, les émotions intenses et l'adrénaline. Kevin Escoffier discute à la VHF avec les trois autres skippers qui se sont déroutés, racontant comment une vague avait littéralement plié son bateau en deux, mentionnant le fait qu'il avait pourtant lourdement renforcé PRB avec 200 kg de fibre de carbone lors de l'installation des nouveaux foils. Tous s'accordent sur la nécessité d'un débriefing pour analyser les efforts subis par cette nouvelle génération de foilers.

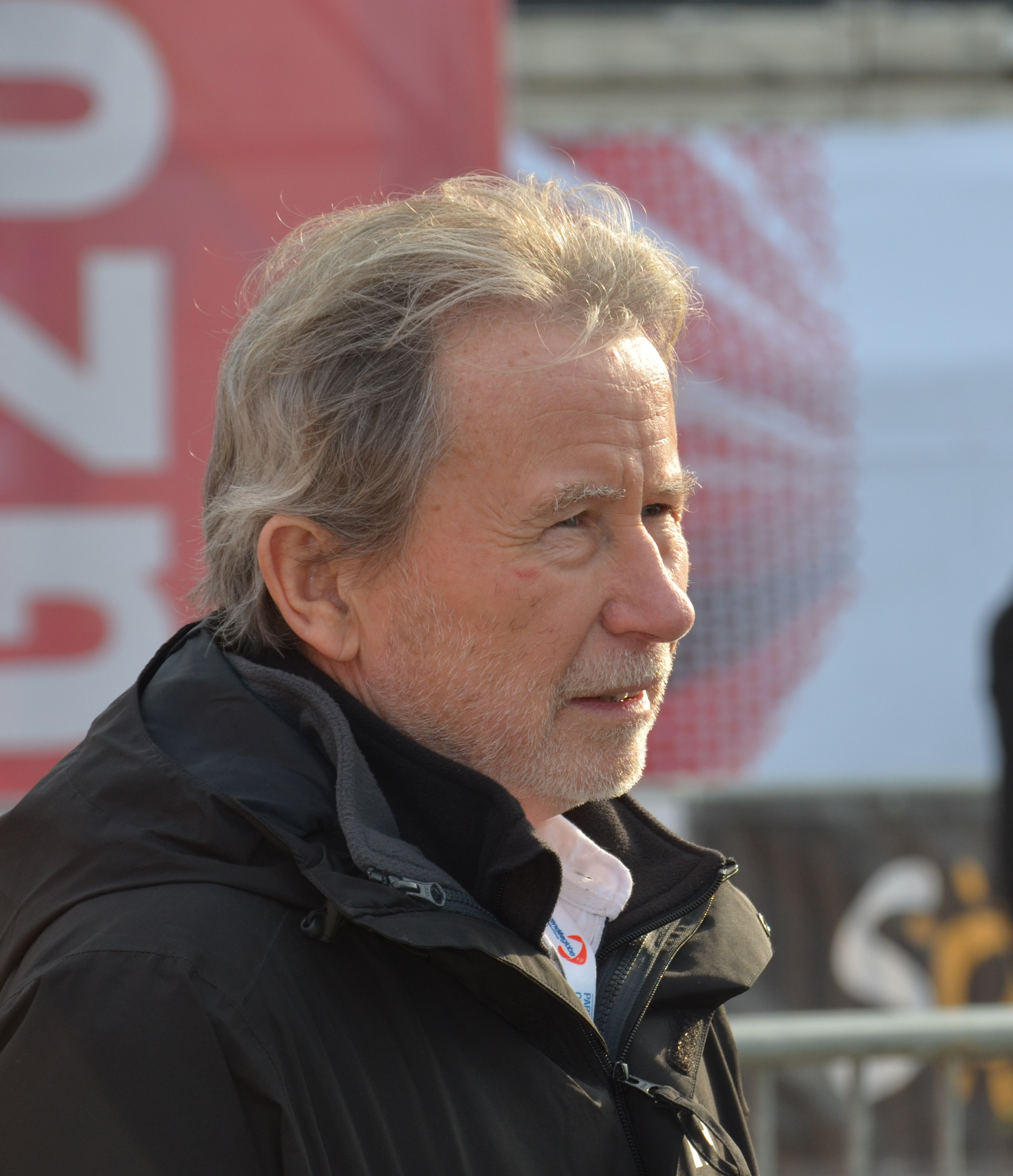
Jean-Yves Chauve, médecin référent du Vendée Globe

À l'occasion du sauvetage de Kevin Escoffier, le docteur Jean-Yves Chauve, médecin référent du Vendée Globe, analyse et rappelle quelques évolutions mises en place au fil des années et les concertations entre la direction de course et les marins. Il rappelle l'intérêt des stages de survie et de mises en situation qui préparent à ce genre d'accident, les briefings pré-départ qui préparent les skippers avec des protocoles de recherches coordonnées d'un naufragé sur des déserts océaniques à l'écart des routes commerciales. 
Dans le cadre de ce sauvetage particulier, le docteur Chauve mentionne les risques d'hypothermie : dans une eau à 13 °C, l’espérance de survie sans équipements spécialisés de protection est d'environ 1 h 30, et dans les conditions du naufrage, ce temps aurait été probablement raccourci. Le vent crée à la surface de la mer un mélange air-eau refroidi par l’évaporation, qui pénètre au plus profond des poumons, favorisant le refroidissement interne des organes et du sang qui y circule, et réduisant la capacité pulmonaire par l'envahissement progressif des alvéoles par des gouttelettes d'eau qui ne sont pas expirées. L'angoisse liée à la situation, et les efforts physiques qu'il faut déployer pour maintenir la tête hors de l’eau sont d'autres facteurs aggravants.
Avec la combinaison de survie, le corps est protégé des déperditions accélérées dues au contact avec l'eau ou par convection avec le vent et le mélange air-eau refroidi en surface. La cagoule de la combinaison de survie protège la zone de déperdition de chaleur majeure du corps humain (9 % de la surface, environ 40 % des déperditions de chaleur en temps normal, et plus encore avec l’augmentation de la convection due au vent). La petite tente incorporée au radeau de survie appelée pèlerine, crée une protection supplémentaire contre la perte de chaleur.
Le docteur Chauve souligne la maîtrise de Kevin Escoffier qui a pris les bonnes initiatives et fait les gestes les plus adaptés pour prolonger sa survie malgré le stress, et rend hommage à « Jean, une nouvelle fois le Roi Jean, à la fois si simple et si exceptionnel. »

## Palmarès
- 2020 :
  - naufrage dans le Vendée Globe
- 2019 :
  - 1er de la Bermudes 1000 Race, provisoirement sous le nom d'Arkéa-Paprec et skippé par Sébastien Simon
  - 2e de la Transat Jacques-Vabre skippé par Kevin Escoffier et Nicolas Lunven
- 2018 :
  - 4e de la Route du Rhum - Destination Guadeloupe en 13 jours, 0 heure, 21 minutes et 8 secondes ; 9e au classement général
- 2016
  - 2e de la Transat anglaise
  - 5e de la Transat New York-Vendée
  - 5e du Défi Azimut
  - abandon dans le Vendée Globe

- PRB au départ de la Transat Jacques Vabre 20152015

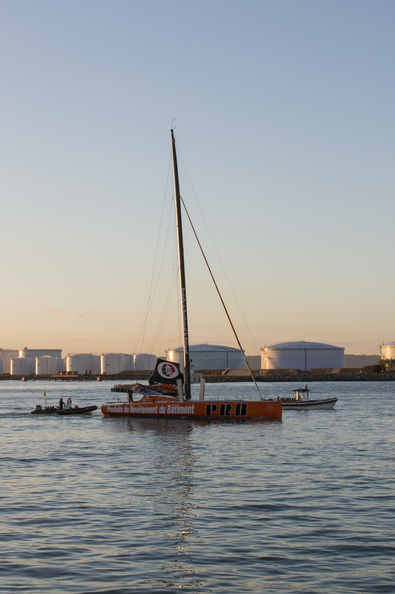
PRB au départ de la Transat Jacques Vabre 2015

  - vainqueur de la Transat Jacques Vabre, en double avec Sébastien Col, en 17 jours 22 minutes et 24 secondes
  - vainqueur du Défi Azimut
  - vainqueur de la Fastnet Race, en double avec Sébastien Col
  - vainqueur de l'Artemis Challenge, en double avec Sébastien Col

- 2014 :
  - abandon dans la Route du Rhum (barre d'écoute de grand-voile arrachée)

- 2013 :
  - vainqueur de la Transat Jacques Vabre, en double avec Jean Le Cam, en 17 jours 41 minutes et 47 secondes
  - 5e de la Fastnet Race, en double avec Jean Le Cam
  - 3e de l'Artemis Challenge, en double avec Jean Le Cam

- 2012 :
  - abandon dans le Vendée Globe

- 2011 :
  - 3e de la Transat B to B
  - abandon dans la Transat Jacques-Vabre, en double avec Hugues Destremau (problème de structure)
  - vainqueur du Défi Azimut
  - vainqueur de la Fastnet Race, en double avec Jean Le Cam
  - vainqueur de l'Artemis Challenge, en double avec Jean Le Cam

- 2010 :
  - 5e de la Route du Rhum
  - 2e du Grand Prix de Douarnenez
  - 2e du Tour d'Espagne à la voile